# Weepah Way for Now
Weepah Way for Now é um filme independente de comédia dramática estadunidense de 2015 escrito e dirigido por Stephen Ringer e estrelado por Aly Michalka e AJ Michalka.

## Sinopse
Elle e Joy são duas irmãs separadas por dois anos. As duas são cantoras e estão morando juntos longe da cidade e se contentando com a nova vida que escolheram.[carece de fontes?]

## Elenco
- Aly Michalka como Elle, a irmã mais velha
- AJ Michalka como Joy, a irmã mais nova
- Mimi Rogers como Lynn, mãe de Elle e Joy
- Amanda Crew como Alice, amiga de Elle e Joy
- Saoirse Ronan[2]  como Emily (voz), irmã falecida de Elle e Joy
- Liam Aiken como Reed, o interesse amoroso de Elle
- Gil Bellows como o pai de John, Elle e Joy
- Dan Byrd como o amigo mais próximo de Dan, Elle e Joy
- Madeline Zima  como Lauren, uma amiga de Elle e Joy
- Erin Cummings como Susan, a namorada de John
- Ryan Donowho como Syd, o interesse amoroso de Joy
- Gale Harold como agente teatral
- Jon Heder como Ernie
- Tyler Labine como executivo de registro

## Lançamento
O filme fez sua estreia mundial em 16 de junho de 2015 no Festival de Cinema de Los Angeles.

## Recepção
No site agregador de críticas Rotten Tomatoes, 80% das 5 avaliações dos críticos são positivas.